# Tagulaht
Tagulaht ist eine Bucht in der Landgemeinde Saaremaa im Kreis Saare auf der größten estnischen Insel Saaremaa. Sie liegt im Naturschutzgebiet Kahtla-Kübassaare hoiuala. Die Bucht bildet das Ende der Tepu laht.
In der Bucht liegen die Inseln Pisike Kasvalaid und Vaadjalaid.
Die Bucht ist 690 Meter breit und schneidet sich 1,8 Kilometer tief ins Land ein.